# Europees kampioenschap basketbal vrouwen 1997
Het 26e Europees kampioenschap basketbal vrouwen vond plaats van 6 tot 15 juni 1997 in Hongarije. 12 nationale teams speelden in Pécs, Zalaegerszeg en Boedapest om de Europese titel.

## Voorronde
De 12 deelnemende landen zijn onderverdeeld in twee poules van zes landen. De top vier van elke poule plaatsten zich voor de kwartfinales. De overige landen speelden om de negende plaats.

### Groep A
| Datum   | Land           | Score   | Land           |
| ------- | -------------- | ------- | -------------- |
| 6 juni  | Duitsland      | 72 – 71 | Spanje         |
| 6 juni  | Tsjechië       | 82 – 89 | Litouwen       |
| 6 juni  | FR Joegoslavië | 67 – 81 | Oekraïne       |
| 7 juni  | Spanje         | 82 – 78 | Tsjechië       |
| 7 juni  | Oekraïne       | 88 – 92 | Duitsland      |
| 7 juni  | Litouwen       | 79 – 82 | FR Joegoslavië |
| 8 juni  | Oekraïne       | 62 – 76 | Spanje         |
| 8 juni  | FR Joegoslavië | 84 – 69 | Tsjechië       |
| 8 juni  | Duitsland      | 67 – 75 | Litouwen       |
| 10 juni | Spanje         | 86 – 71 | FR Joegoslavië |
| 10 juni | Litouwen       | 73 – 70 | Oekraïne       |
| 10 juni | Tsjechië       | 65 – 85 | Duitsland      |
| 11 juni | Litouwen       | 78 – 67 | Spanje         |
| 11 juni | Duitsland      | 73 – 74 | FR Joegoslavië |
| 11 juni | Oekraïne       | 76 – 72 | Tsjechië       |

| Groep A |                |             |             |             |            |            |            |        |
| #       | Land           | Wedstrijden | Wedstrijden | Wedstrijden | Doelpunten | Doelpunten | Doelpunten | Punten |
| #       | Land           | G           | W           | V           | V          | T          | Saldo      | Punten |
| 1       | Litouwen       | 5           | 4           | 1           | 394        | 368        | +26        | 9      |
| 2       | Spanje         | 5           | 3           | 2           | 382        | 361        | +21        | 8      |
| 3       | Duitsland      | 5           | 3           | 2           | 389        | 373        | +16        | 8      |
| 4       | FR Joegoslavië | 5           | 3           | 2           | 378        | 388        | -10        | 8      |
| 5       | Oekraïne       | 5           | 2           | 3           | 377        | 380        | -3         | 7      |
| 6       | Tsjechië       | 5           | 0           | 5           | 366        | 416        | -50        | 5      |

### Groep B
| Datum   | Land                  | Score   | Land                  |
| ------- | --------------------- | ------- | --------------------- |
| 6 juni  | Slowakije             | 70 – 55 | Moldavië              |
| 6 juni  | Hongarije             | 69 – 70 | Italië                |
| 6 juni  | Bosnië en Herzegovina | 76 – 75 | Rusland               |
| 7 juni  | Italië                | 55 – 81 | Slowakije             |
| 7 juni  | Rusland               | 75 – 66 | Hongarije             |
| 7 juni  | Moldavië              | 79 – 75 | Bosnië en Herzegovina |
| 8 juni  | Rusland               | 66 – 52 | Italië                |
| 8 juni  | Hongarije             | 76 – 75 | Moldavië              |
| 8 juni  | Bosnië en Herzegovina | 53 – 64 | Slowakije             |
| 10 juni | Moldavië              | 53 – 68 | Rusland               |
| 10 juni | Slowakije             | 54 – 73 | Hongarije             |
| 10 juni | Italië                | 79 – 97 | Bosnië en Herzegovina |
| 11 juni | Rusland               | 73 – 81 | Slowakije             |
| 11 juni | Hongarije             | 73 – 67 | Bosnië en Herzegovina |
| 11 juni | Moldavië              | 72 – 68 | Italië                |

| Groep B |                       |             |             |             |            |            |            |        |
| #       | Land                  | Wedstrijden | Wedstrijden | Wedstrijden | Doelpunten | Doelpunten | Doelpunten | Punten |
| #       | Land                  | G           | W           | V           | V          | T          | Saldo      | Punten |
| 1       | Slowakije             | 5           | 4           | 1           | 350        | 309        | +41        | 9      |
| 2       | Rusland               | 5           | 3           | 2           | 357        | 328        | +29        | 8      |
| 3       | Hongarije             | 5           | 3           | 2           | 357        | 341        | +16        | 8      |
| 4       | Moldavië              | 5           | 2           | 3           | 334        | 357        | -23        | 7      |
| 5       | Bosnië en Herzegovina | 5           | 2           | 3           | 368        | 370        | -2         | 7      |
| 6       | Italië                | 5           | 1           | 4           | 324        | 385        | -61        | 6      |

## Kwartfinales
| Datum   | Land      | Score   | Land           |
| ------- | --------- | ------- | -------------- |
| 13 juni | Rusland   | 57 – 74 | Duitsland      |
| 13 juni | Litouwen  | 68 – 53 | Moldavië       |
| 13 juni | Spanje    | 70 – 84 | Hongarije      |
| 13 juni | Slowakije | 66 – 57 | FR Joegoslavië |

## Plaatsingswedstrijden 9e-12e plaats
| Datum                | Land                  | Score   | Land                  |
| -------------------- | --------------------- | ------- | --------------------- |
| 13 juni              | Oekraïne              | 75 – 73 | Italië                |
| 13 juni              | Bosnië en Herzegovina | 62 – 91 | Tsjechië              |
| 14 juni (11e plaats) | Italië                | 71 – 64 | Bosnië en Herzegovina |
| 14 juni (9e plaats)  | Oekraïne              | 76 – 90 | Tsjechië              |

## Plaatsingswedstrijden 5e-8e plaats
| Datum               | Land           | Score   | Land           |
| ------------------- | -------------- | ------- | -------------- |
| 14 juni             | Moldavië       | 73 – 76 | Rusland        |
| 14 juni             | FR Joegoslavië | 47 – 71 | Spanje         |
| 15 juni (7e plaats) | Moldavië       | 66 – 56 | FR Joegoslavië |
| 15 juni (5e plaats) | Rusland        | 77 – 82 | Spanje         |

## Halve finales
| Datum   | Land      | Score   | Land      |
| ------- | --------- | ------- | --------- |
| 14 juni | Slowakije | 81 – 55 | Hongarije |
| 14 juni | Litouwen  | 78 – 77 | Duitsland |

## Bronzen finale
| Datum   | Land      | Score   | Land      |
| ------- | --------- | ------- | --------- |
| 15 juni | Duitsland | 86 – 61 | Hongarije |

## Finale
| Datum   | Land     | Score   | Land      |
| ------- | -------- | ------- | --------- |
| 15 juni | Litouwen | 72 – 62 | Slowakije |

## Eindrangschikking
| Goud   | Litouwen  |
| Zilver | Slowakije |
| Brons  | Duitsland |
| 4      | Hongarije |
| 5      | Spanje    |
| 6      | Rusland   |

| 7  | Moldavië              |
| 8  | FR Joegoslavië        |
| 9  | Tsjechië              |
| 10 | Oekraïne              |
| 11 | Italië                |
| 12 | Bosnië en Herzegovina |

1938 · 
1950 · 
1952 · 
1954 · 
1956 · 
1958 · 
1960 · 
1962 · 
1964 · 
1966 · 
1968 · 
1970 · 
1972 · 
1974 · 
1976 · 
1978 · 
1980 · 
1981 · 
1983 · 
1985 · 
1987 · 
1989 · 
1991 · 
1993 · 
1995 · 
1997 · 
1999 · 
2001 · 
2003 · 
2005 · 
2007 · 
2009 · 
2011 · 
2013 · 
2015 · 
2017 · 
2019 · 
2021 · 
2023